# Laura Hecquet
Laura Hecquet (Grande-Synthe, 8 aprile 1984) è una ballerina francese, danseuse étoile del balletto dell'Opéra di Parigi dal 2015 al 2024.

## Biografia
All'età di dieci anni è stata ammessa al Conservatoire à rayonnement régional e, dopo sei anni di studi, ha finito di perfezionarsi alla scuola di danza dell'Opéra di Parigi dal 2000 al 2002.
All'età di diciotto anni ha cominciato a danzare nel corps de ballet del balletto dell'Opéra di Parigi, dove è stata promossa solista nel 2005. In questa veste ha danzato i ruoli di Gamzatti ne La Bayadère, Myrtha in Giselle, Clémence in Raymonda, la regina delle Driadi in Don Chisciotte, Aurora ne La bella addormentata, l'eponima protagonista di Paquita e il duplice ruolo di Odette e Odile ne Il lago dei cigni di Rudol'f Nureev.
Nel 2014 è stata promossa al rango di première danseuse e il 23 marzo 2015, dopo una rappresentazione de Il lago dei cigni, è stata proclamata danseuse étoile della compagnia su suggerimento di Benjamin Millepied. Ha continuato a danzare in questa veste all'Opéra fino al 10 ottobre 2024, quando dà il suo addio alle scene.